# Marcus Valerius Martialis
Marcus Valerius Martialis was een Romeins schrijver en dichter. Hij werd omstreeks 40 (na Chr.) geboren, naar eigen zeggen op de Iden van maart (vandaar ook het cognomen Martialis). Hij overleed in 104 na Chr. De periode waarin Martialis leefde staat wat betreft materiële welvaart bekend als de bloeiperiode van het Romeinse Rijk.

## Biografie
Wat over Martialis bekend is, is voornamelijk van hemzelf afkomstig. Hierdoor bestaat het gevaar van subjectiviteit. Degenen die zijn werk met zo veel mogelijk objectiviteit hebben bestudeerd schetsen het volgende beeld:
Hij bracht zijn jeugd door in Bilbilis, de huidige heuvel Bambola in Calatayud, in de provincie Zaragoza in het noorden van Spanje. Zijn welgestelde ouders gaven hem een goede opleiding. Hoewel Martialis zich in hart en nieren Spanjaard voelde, ging hij naar Rome om daar carrière te kunnen maken. 
Hij arriveerde omstreeks 64 in Rome waar hij dankzij de invloed van landgenoten als Seneca, Lucanus en Quintilianus in contact kwam met de hoogste aristocratische milieus. De rest van zijn leven was hij afhankelijk van deze "patroni". Als de gelegenheid bestond liet hij het niet na om in zijn gedichten zijn patroni, onder wie Titus Flavius Domitianus, te verheerlijken. Daarvoor werd hij beloond met wat geld of eten. In het begin leefde Martialis in eerder bescheiden omstandigheden, maar geleidelijk steeg zijn status van dichter. 
Martialis werd vooral bekend door zijn optredens bij de recitationes (openbare voorlezingen van literair werk). Vanwege zijn toenemende populariteit kon Martialis hoger op de maatschappelijke ladder terechtkomen en behoorde hij later tot de "gegoede burgers". Tijdens zijn leven waren de satirische epigrammen van Martialis al zeer populair. Martialis heeft gezegd dat zijn puntdichten bij de legioenen in Brittannië werden gelezen.
Martialis' eerste werk dat we bezitten – Liber spectaculorum – zou geschreven zijn ter gelegenheid van de inhuldiging van het Colosseum door keizer Titus. Dit werk was wel in opdracht van zijn voorganger keizer Vespasianus. In 84 verschijnen twee bundels, te weten Xenia en Apophoreta van zijn hand. Daarna publiceert hij nog tien andere boeken.
In 94 bewoont hij een eigen huisje in Rome, maar in 98 gaat hij weer naar Spanje. Een medelijdende bewonderaarster, Marcella biedt hem een klein landgoed aan. Plinius Minor - met wie hij goed bevriend was - betaalde zijn reiskosten. Toch mist Martialis de wereldstad Rome. Hij klaagt over het Spaanse provincialisme. In zijn geboorteland zal hij uiteindelijk ook overlijden.

## Epigrammen
Zijn naam blijft verbonden met de vele epigrammen die hij schreef. Sommige epigrammen zijn vrij obsceen te noemen, en werden daarom vaak geweerd in bloemlezingen. Hij heeft vele latere bewonderaars/navolgers gehad, onder wie Isidorus van Sevilla, Erasmus, Christina I van Zweden, John Dryden, Spinoza, Jonathan Swift, Goethe en Josef Brodsky. Zelf liet hij zich voor dit genre inspireren door Catullus.
Epigrammen schetsen vooral de zelfkant van de maatschappij in concrete situaties en met herkenbare menselijke emoties. Hij schrijft er zelf over: "In mijn werk proef je de mens." De epigrammen zijn een parade van drinkebroers, hoeren, vrekken, pedofielen, intriganten, armoedzaaiers, hoerenlopers, grijsaards, homo's; allerlei types die hij in het toenmalige Rome zelf opmerkte.
Hieronder enkele epigrammen ter illustratie:

### De erfenisjager
Jij weet dat er op je erfenis gejaagd wordt, en jij weet dat hij die je achternazit hebzuchtig is, en je weet wat hij wil, Marianus. Toch schrijf je in je testament, stommerik, dat hij je erfgenaam is en wil je dat hij in jouw plaats komt, waanzinnige. 'Hij zond toch grote geschenken.' Maar hij zond ze aan een vishaak; en kan een visje de visser liefhebben? Zal hij jouw lot betreuren met echte tranen? Indien je verlangt, Marianus, dat hij zal huilen, geef hem dan niets.

### Het bezit van Candidus
Candidus, jij hebt landgoederen voor jou alleen
en geld voor jou alleen
jij hebt gouden schalen alleen
en jij hebt een gouden servies alleen
je hebt Massische wijnen alleen
en Caecubische wijnen uit het jaar van Opimius alleen
jij hebt je hart alleen
en alleen je talent.
Alles heb je voor jou alleen
– stel je voor dat ik dit wil ontkennen! –
maar je vrouw, Candidus, die heeft iedereen! 

### Paula en Priscus
Jij wil met Priscus trouwen, Paula. Ik ben niet verbaasd: jij hebt een goede smaak. Priscus wil niet met jou trouwen, Paula. Ook hij heeft een goede smaak.

### De Dichter
O Pontilianus, waarom stuur ik mijn boekjes (gedichten) niet naar jou? Opdat jij de jouwe niet aan mij zou zenden, o Pontilianus.